# Dido Kvaternik
Dido Kvaternik, właśc. Eugen Dido Kvaternik (ur. 29 marca 1910 w Zagrzebiu, zm. 10 marca 1962 w Río Cuarto) – chorwacki polityk, działacz nacjonalistyczny.

## Życiorys
Syn Slavka Kvaternika i Olgi z domu Frank. W 1930 roku należał wraz ze swoim ojcem do założycieli ruchu ustaszy. Pod pseudonimem Longin działał jako szef sztabu organizacji, przygotowując zamach marsylski w 1934 na króla Jugosławii Aleksandra I. Po zamachu opuścił Francję i uciekł do Włoch. We Francji został skazany zaocznie na karę śmierci. Zatrzymany przez policję włoską w Turynie, do 1941 przebywał w areszcie domowym.
Po proklamowaniu Niezależnego Państwa Chorwackiego (NDH) został ministrem spraw wewnętrznych i dowódcą policji politycznej (Ravsigur) w stopniu generała porucznika. Odpowiedzialny za masowe mordy i inne represje wobec ludności serbskiej i żydowskiej. W październiku 1942 został usunięty przez Niemców z zajmowanych stanowisk.
W 1945 wyjechał do Argentyny, gdzie napisał wspomnienia, wydane w 1995 pod tytułem Wspomnienia i spostrzeżenia 1925–1945 (chorw. Sjećanja i zapažanja 1925–1945).
Zginął w wypadku drogowym, jadąc wraz z dwiema córkami.